# ویکتور گروئن
ویکتور دیوید گروئن (به انگلیسی: Victor David Gruen) متولد ۱۹۰۳، معمار و شهرساز آمریکایی اتریشی-یهودی تبار بود. او در طراحی شهری نقش زیادی داشت که از آن جمله میتوان به طراحی شهر فورت ورث تکزاس، کالامازو میشیگان و فرسنو کالیفرنیا اشاره کرد.
گروئن در وین پایتخت اتریش به دنیا آمد. او که یک سوسیالیست بود فعالیتهای سیاسی زیادی بین سالهای ۱۹۲۶ تا ۱۹۳۴ داشت. گروئن مدتی نزد پیتر بهرنس کار کرد. هنگامی که در زمان جنگ جهانی دوم آلمان، اتریش را به خاک خود اضافه نمود او به آمریکا مهاجرت کرد. بعد از مهاجرت او نام خانوادگی خود را از گروئنبام به گروئن تغییر داد و در سال ۱۹۴۳ تابعیت آمریکا را پذیرفت.

## ایده مراکز خرید سرپوشیده
طرح اولیه و جامع یک مرکز خرید مدرن سرپوشیده چندمنظوره (چیزی که به آن shopping mall گفته می‌شود) از اوست. گروئن نخستین کسی بود که در اواسط قرن بیستم و پس از جنگ جهانی دوم سعی کرد که مراکز خرید سرپوشیده ای را برای آمریکاییان خلق کند که نقش محوری و تجمعی یک منطقه شهری را دارد، جایی که جذب کننده عابرین به‌طور دائم در طول سال باشد و از طرفی نیز یک مرکز خرید و فروش تفریحی و مسکونی و تجاری نیز محسوب گردد. به‌طور مثال در دهه ۶۰ میلادی مرکز کراون سنتر کانزاس سیتی را طراحی نمود که از مراکز خریدی است که هنوز در حال فعالیت است. ایده مرکز خرید شهری چندمنظوره او را می‌توان به‌صورت تکامل یافته ای امروزه در اقصی نقاط شهر هنگ کنگ مشاهده کرد.

## گروئن در ایران
از آثار مهم وی طراحی پلان شهری شمال تهران بین سالهای ۱۹۶۴ تا ۱۹۶۷ است. برخی منابع از طرح وی با نام «طرح جامع تهران» نام برده اند.